# Siegen
Siegen är en stad med cirka 102 000 invånare i sydöstra delen av det tyska förbundslandet Nordrhein-Westfalen, vid gränsen mot Rheinland-Pfalz.

## Storstadsområde
Siegens pendlingsområde omfattar de fyra städerna Siegen, Freudenberg, Kreuztal och Netphen, samt kommunen Wilnsdorf. Med pendlingsområde menas den region där mer än hälften av de dagliga pendlarna (till arbetsplatser, utbildningar och dylikt) söker sig till områdets centrala delar.
| Områdestyp                  | Areal (km²) | Invånarantal 31 december 2006 | Densitet (inv/km²) |
| --------------------------- | ----------- | ----------------------------- | ------------------ |
| Kärnstad (Siegen)           | 114,67      | 105 697                       | 921,75             |
| Närliggande pendlingsområde | 334,83      | 96 226                        | 287,39             |
| Totalt                      | 449,50      | 201 923                       | 449,22             |